# (200068) 4310 P-L
(200068) 4310 P-L es un asteroide perteneciente al cinturón de asteroides, descubierto el 24 de septiembre de 1960 por Cornelis Johannes van Houten en conjunto a su esposa también astrónoma Ingrid van Houten-Groeneveld y el astrónomo Tom Gehrels desde el Observatorio del Monte Palomar, Estados Unidos.

## Designación y nombre
Designado provisionalmente como 4310 P-L.

## Características orbitales
4310 P-L está situado a una distancia media del Sol de 3,057 ua, pudiendo alejarse hasta 3,475 ua y acercarse hasta 2,639 ua. Su excentricidad es 0,136 y la inclinación orbital 8,929 grados. Emplea 1952,96 días en completar una órbita alrededor del Sol.

## Características físicas
La magnitud absoluta de 4310 P-L es 15,3. Tiene 6 km de diámetro y su albedo se estima en 0,057.